# Sibirski hrček
Sibirski hrček (tudi beli ruski hrček ali zimskobeli ruski hrček; znanstveno ime Phodopus sungorus) je vrsta hrčka iz rodu Phodopus. Navadno je velik za pol bolje poznanega zlatega hrčka in ga zato skupaj z ostalimi vrstami iz rodu Phodopus imenujemo pritlikavi hrček. Ima značilno široko temnosivo hrbtno črto in odlakane nožice. Rep je tako kratek, da ga pri sedečem hrčku komaj vidimo. Ko se bliža zima in se dnevi krajšajo, hrčkova siva dlaka izgublja barvo in postaja vse bolj bela. S spremembo barve se hrček lažje skrije pred naravnimi sovražniki. Sibirski hrčki živijo predvsem v Sibiriji, pa tudi v Džungariji, Kazahstanu, Mongoliji in Mandžuriji.
Še do nedavnega se znanstveniki niso mogli zediniti, ali je sibirski hrček podvrsta ruskega pritlikavega hrčka (Phodopus Campbelli) ali ne. Danes pa je že jasno, da gre za samostojno vrsto.

## Sibirski hrčki kot domače živali
Vrsto lahko predvsem v Evropi in Aziji v trgovinah z malimi živalmi pogosto najdemo. Malo manj je priljubljen v Združenih državah Amerike, v Kanadi pa ga skoraj ne najdemo. Na splošno je ta hrček zelo primeren domači ljubljenček. Za majhne otroke pa je primernejši zlati hrček, saj je večji in zato ni tako občutljiv. Prav tako kot pri pritlikavem ruskem hrčku tudi pri belem zimskem ruskem hrčku paziti, da ga ne hranimo z monosaharidi, saj je vrsta nagnjena k sladkorni bolezni.
Sibirski hrčki so tako kot ruski pritlikavi hrčki družabni in lahko složno sobivajo z drugimi iz lastne vrste, vendar pa jih moramo na tovariše navaditi, ko so še mladi, in jim zagotoviti zadosti veliko kletko.
Na splošno imajo pritlikavi hrčki bolj izoblikovano družinsko strukturo kot zlati hrčki. Marsikdo meni, da lahko pritlikavi pari hrčkov živijo srečno družinsko življenje, vendar pa je to najbrž posledica pogostega zamenjevanja med sibirskimi in ruskimi hrčki. Trenutne raziskave kažejo, da je skrb obeh staršev za potomce značilna za ruske (Phodopus campbelli), ne pa tudi za sibirske hrčke (Phodopus sungorus) (Katherine Wynne-Edwards, Queen's University, Ontario, Kanada). Nekateri poročajo, da se istospolni pari in večje skupine ne ujamejo vedno, in lahko pride do pretepov in celo smrti živali.
Sibirski hrček navadno doživi 1½ do 2 leti, lahko pa tudi dlje.